# Klinja vas
Klinja vas is een plaats in Slovenië en maakt deel uit van de gemeente Kočevje in de NUTS-3-regio Jugovzhodna Slovenija. De plaats telde 228 inwoners op 1 januari 2020.

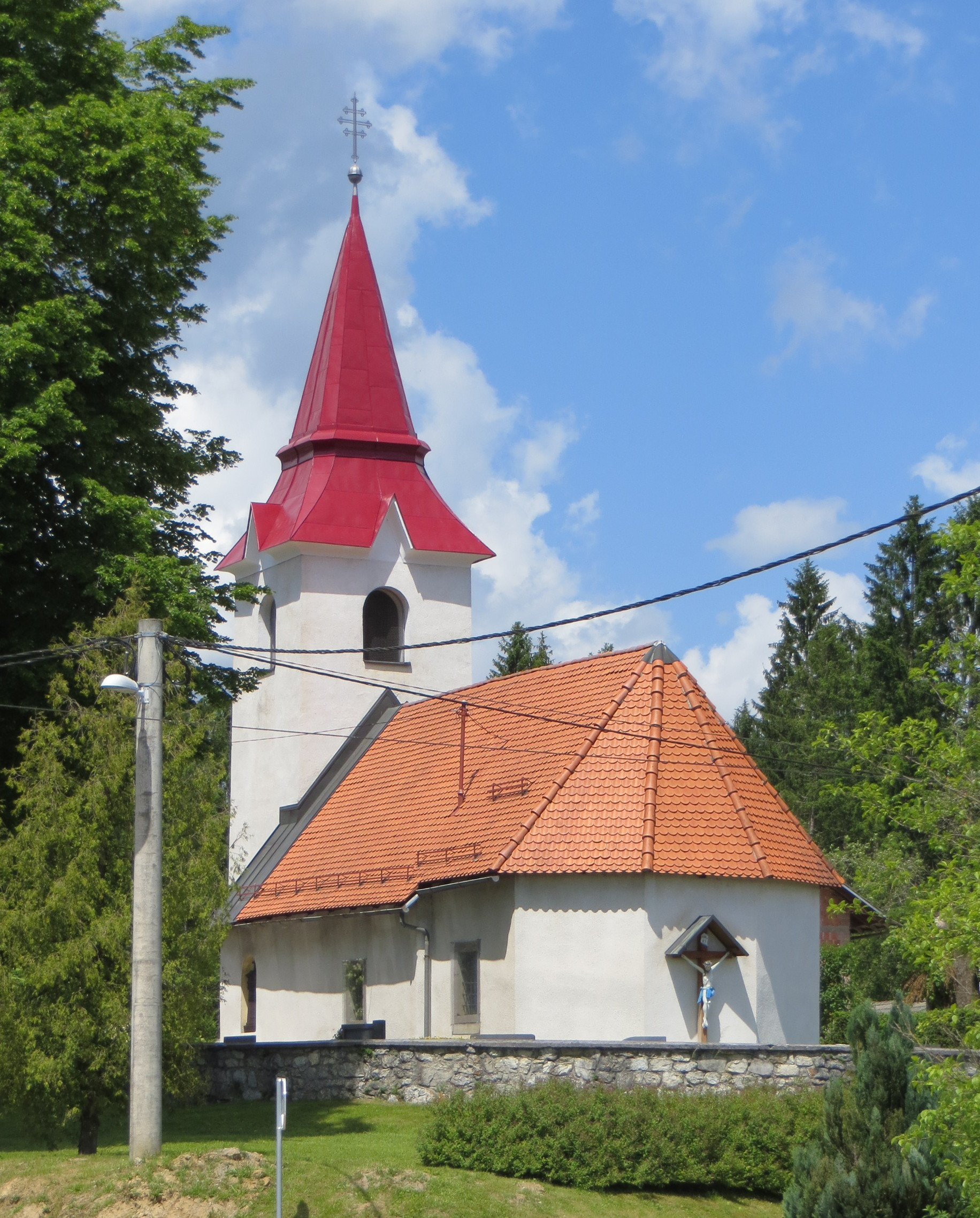
Kerk van Klinja vas
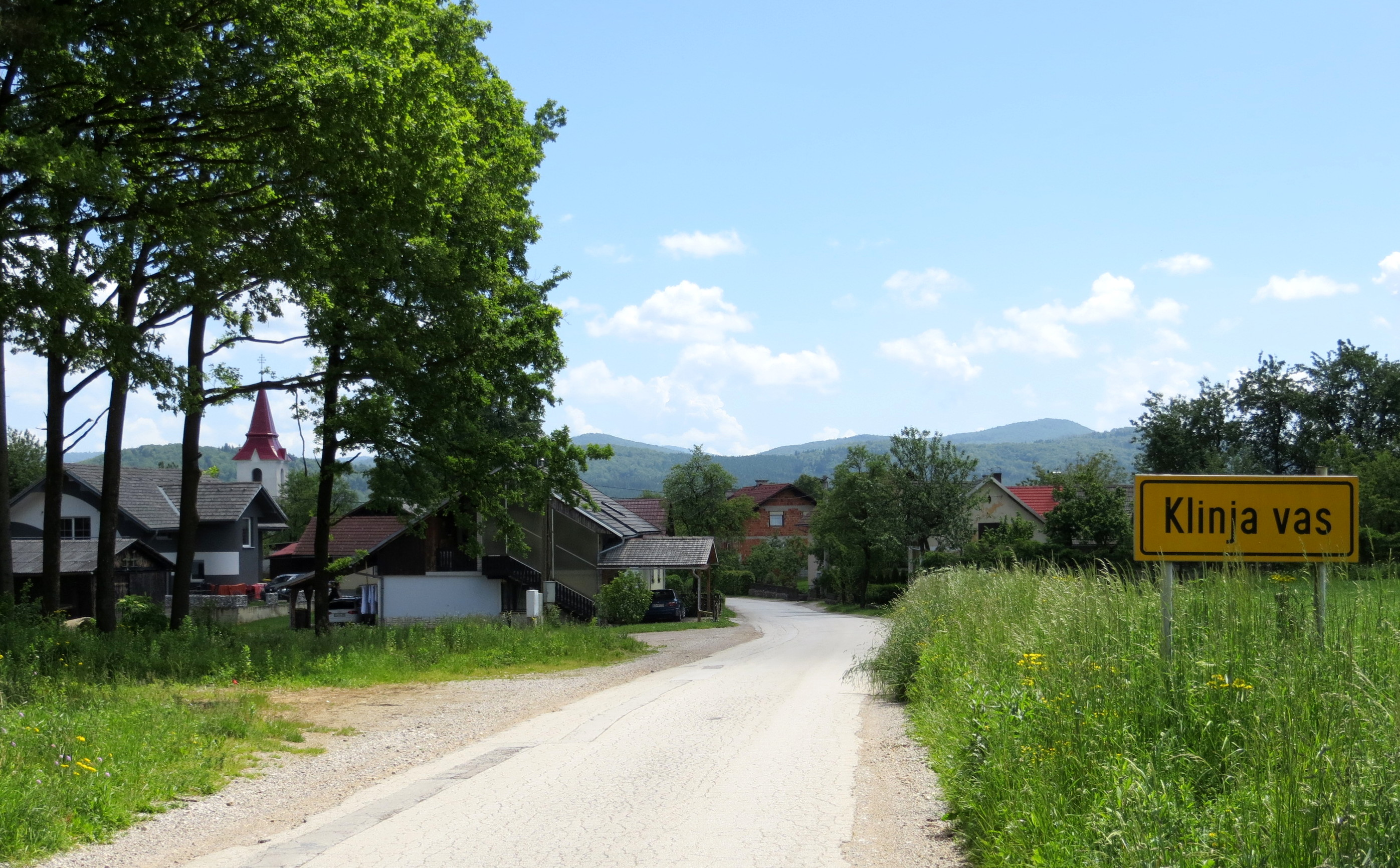
Klinja vas